# Тимократия
Тимокра́тия (др.-греч. τῑμοκρᾰτία, от τῑμή «цена, честь» + κράτος «власть, сила») — форма государственного правления, при котором государственная власть находится у привилегированного меньшинства, обладающего высоким имущественным цензом. Является одной из форм олигархии.

## История
Термин «тимократия» встречается у Платона («Государство», VIII, 545) и Аристотеля («Этика», VIII, XII). Также упоминается в трудах Ксенофонта.
По Платону, изложившему идеи Сократа, тимократия — власть честолюбцев, как правило принадлежащих к классу военных, является отрицательной формой правления, наряду с олигархией, демократией и тиранией. Тимократия по Платону имеет тенденцию перехода в олигархию по мере накопления богатства правящим классом.
По Аристотелю, тимократия — положительная форма власти, имеющая тенденцию перехода в отрицательную форму — демократию, ибо эти виды государственного устройства имеют общую грань: тимократия тоже желает быть властью большого числа людей, и при ней все относящиеся к одному разряду равны.
Примером тимократии считается государственный строй в Афинах, установившийся в VI веке до нашей эры в результате реформ Солона, и в Риме — после реформ, приписываемых Сервию Туллию.